# Une chance sur mille
Pour plus de détails, voir Fiche technique et Distribution.
Une chance sur mille (Один шанс из тысячи) est un film de guerre soviétique réalisé par Levon Sourenovitch Kotcharian (ru)  et Bagrat Hovhannisyan et sorti en 1969.

## Synopsis
En 1942, un détachement de reconnaissance dirigé par le capitaine Migunko est parachuté en Crimée, occupée par les Allemands. Par une coïncidence inattendue, l'équipe de reconnaissance s'empare d'une voiture transportant des officiers de l'Abwehr.

## Fiche technique
- Titre français : Une chance sur mille[1]
- Titre original russe : Один шанс из тысячи, Odin shans iz tysyachi
- Réalisateur : Levon Sourenovitch Kotcharian, Bagrat Hovhannisyan
- Scénario : Levon Sourenovitch Kotcharian, Arthur Makarov, Andreï Tarkovski
- Photographie : Vadim Avlochenko (ru)
- Musique : Iouri Levitine
- Société de production : Studio d'Odessa
- Pays de production :  Union soviétique
- Langue de tournage : russe
- Format : Couleur
- Durée : 81 minutes
- Genre : Film de guerre
- Dates de sortie :
  - Union soviétique : 29 mai 1969

## Distribution
- Anatoli Solonitsyne : Capitaine Migunko
- Arkadi Sviderski : Igor et Sérafim Severnini
- Alexandre Fadeïev (ru) : Lieutenant Ossanine
- Hari Schweitz (ru) : Hari Hatzel
- Vladimir Marenkov (ru) : Vladimir Sokolov

## Accueil
Le film a eu 28,6 millions de spectateurs en Union soviétique lors de sa sortie en salles.